# 渋川動物公園
渋川動物公園（しぶかわどうぶつこうえん、Shibukawa Zoo）は、岡山県玉野市渋川にある個人経営の動物園。

## 概要
「動物のありのままの姿に出会える」をコンセプトに、有限会社ナチュレ・ファーム瀬戸内によって経営されている動物園。およそ3万坪の広大な園内は来園者用の通路を舗装せず土道のままにするなど、開発を最小限にとどめ自然の野山の姿を残しており、来園者が動物にふれあいながら季節感を堪能することができる場を提供している。また、乗馬体験や犬の散歩体験などが実施されている。さらに園内では動物だけでなく、さくらんぼや梅、フェイジョア、柿など有機無農薬の果樹を栽培しており、来園者に販売されるときもある。

### 歴史
- 1968年 - 岡山県倉敷市児島のよしおか屋屋上で動物園を開始
- 1972年 - 玉野市の天満屋（現ハピータウン玉野店、現TSUTAYA玉野店）の屋上で動物園を開始
- 1975年 - 天満屋（現ハピータウン玉野店）が現TSUTAYA玉野店より現在地に移転
- 1980年 - 岡山市の天満屋ハピータウン岡南店に出展
- 1988年 - 現在の地に移転
- 1989年3月29日 - 渋川動物公園オープン

### 敷地
- 約10ha（30,000坪）
- 海抜150m
- 遊歩道の全長距離　約4km

## 飼育動物
- 約80種600頭羽[1]
- 野生動物約18種の野鳥が園内で繁殖し110種の野鳥を確認

## 利用案内
以下の情報は2019年11月現在のものである。利用時には公式ホームページを参照されたい。
営業時間
- 年中無休
- 9:00～17:00（入園は16:30まで）

駐車場
- 無料駐車場：大型バス15台、普通車100台収容可能

入園料
- 大人：1,100円
- 中人（小中学生）：800円
- 小人（2歳以上）：600円

- 年間フリーパス
  - 大人：5,000円
  - 中人（小中学生）：3,500円
  - 小人（2歳以上）：3,000円

移動動物園
要相談で移動動物園も開催。プランは20万円から。

## その他
- 植栽果樹　約21種2,000本
- 自生植物　山ツツジ（コバノミツバツツジ）一万株
  - 3月上旬から　ワラビの群生の中でのワラビ狩りが人気
  - 園内で自然に育った昆虫の採集が無料で行える

## 交通アクセス
- JR本四備讃線（瀬戸大橋線）児島駅からタクシーで約25分
- JR岡山駅東口から両備バス渋川行きで約50分、「渋川」バス停下車、タクシーで約5分
- 瀬戸中央自動車道児島ICから国道430号経由で約8km（おもちゃ王国向かい）